# Jules Vernet
Jules Vernet (17-- - 1845) era um dramaturgo francês, Suas peças foram apresentadas nos mais famosos palcos parisienses do século XIX: Théâtre de la Porte Saint-Martin, Théâtre du Vaudeville Variety Theatre, Palais-Royal Theatre e etc.

## Obras

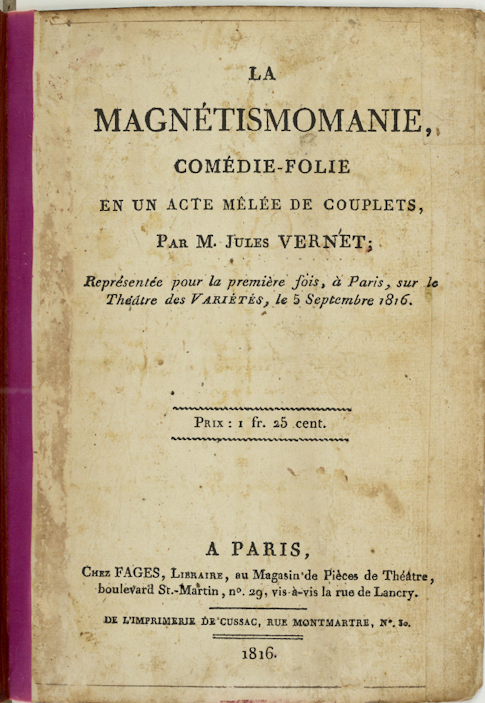
La Magnètismomanie

- Les jumelles béarnaises, comédie en 1 acte, mêlée de couplets, avec Émile Cottenet, 1816
- La Magnétismomanie, comédie-folie en 1 acte mêlée de couplets, 1816,[3] com o propósito de debochar do magnetismo animal.

- Les Rivaux impromptu ["sic"], comédie en 1 acte et en prose, mêlée de couplets, 1816
- Ni l'un, ni l'autre, tableau villageois, en 1 acte, mêlé de couplets, 1817
- Une visite à ma tante, ou la Suite des Perroquets, comédie en 1 acte, mêlée de couplets, avec Armand-François Jouslin de La Salle, 1818
- Le Mûrier, vaudeville en 1 acte, 1819* Cadet Roussel Troubadour, comédie en un acte, avec Joseph Aude et Ferdinand Laloue, 1820
- La Jeunesse d'un grand peintre, ou les Artistes à Rome, comédie en 1 acte et en prose, mêlée de couplets, avec W. Lafontaine, 1824
- Belphégor, ou le Bonnet du diable, vaudeville-féerie en 1 acte, avec Achille d'Artois et Henri de Saint-Georges, 1825
- Trois têtes dans un bonnet, scènes épisodiques en vaudevilles, 1833
- Le Mari, la femme et le voleur, vaudeville en 1 acte, avec Adolphe de Leuven, 1834
- Litografia, concernant les acteurs du Théâtre des Variétés em conjunto com Godefroy Engelmann (1840).